# Ламберт, Фредерик, 9-й граф Каван
Фредерик Эдвард Гулд Ламберт, 9-й граф Каван (англ. Frederick Edward Gould Lambart, 9th Earl of Cavan; 21 октября 1839 — 14 июля 1900) — англо-ирландский пэр, офицер и либеральный политик. Он носил титул учтивости — виконт Килкурси с 1839 по 1887 год.

## Происхождение
Родился 21 октября 1839 года. Старший сын Фредерика Ламбарта, 8-го графа Кавана (1815—1887), и его жены, достопочтенной Кэролайн Августа Литтлтон (1817—1892), дочери Эдварда Литтлтона, 1-го барона Хатертона.

## Военная карьера
Викнот Килкурси носил чин лейтенанта Королевского флота. Он участвовал в осаде Севастополя в 1854—1855 годах. Он также присутствовал при бомбардировке Кантона в 1856 году и при нападении на форты Дагу в 1858 году.

## Политическая карьера
Виконт Килкурси безуспешно баллотировался в Палату общин Великобритании в 1884 и 1885 годах. На парламентских выборах 1885 года он был избран в Палату общин от Южного Сомерсета, где заседал до парламентских выборов 1892 года.
В феврале 1886 года виконт Килкурси стал членом Тайного совета Великобритании . с февраля по июль 1886 года он занимал должность вице-камергера в либеральном правительстве премьер-министра Уильяма Юарта Гладстона.
16 декабря 1887 года после смерти своего отца Фредерик Ламберт унаследовал титулы  9-го графа Кавана (Пэрство Ирландии),  9-го виконта Килкурси в графстве Кингс (Пэрство Ирландии) и  10-го барона Ламберта в графстве Каван (Пэрство Ирландии). Поскольку это было ирландское пэрство, оно не давало ему права на автоматическое место в Палате лордов Великобритании, и ему было разрешено остаться в Палате общин.
В ноябре 1894 года лорд Каван стал кавалером Ордена Святого Патрика. Также он занимал посты мирового судьи и заместителя лейтенанта графства Сомерсет, мирового судьи графства Хартфордшир.

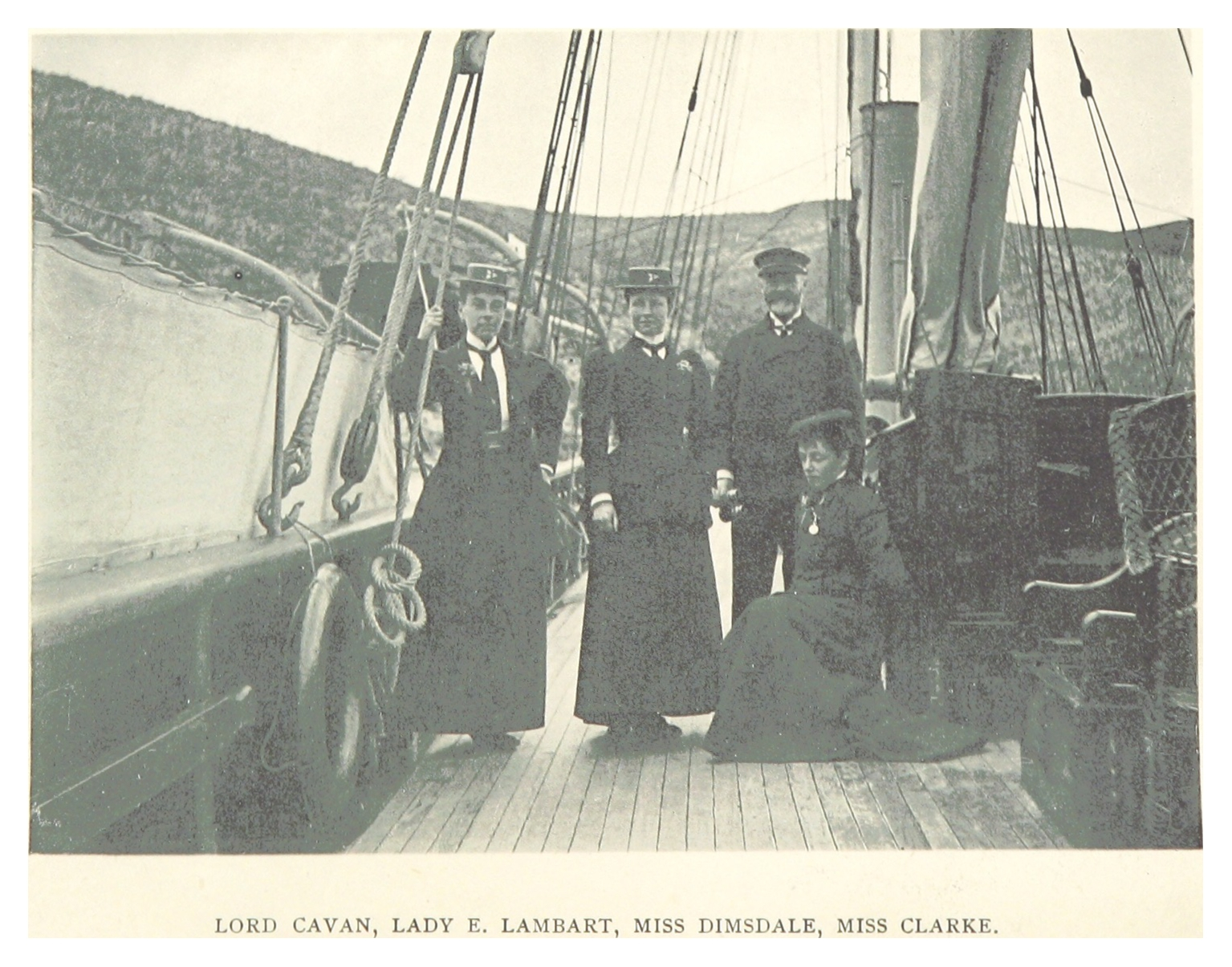
Лорд Каван с друзьями на своей яхте Roseneath, 1895 год.

Лорд Каван написал две книги, описывающие его длительный отпуск, проведенный на его паровой яхте Roseneath: «С яхтой, камерой и велосипедом в Средиземном море» (1895 г.), и «С яхтой, камерой и велосипедом в восточных водах» (1897 г.).

## Смерть
Лорд Каван скончался в Уитэмпстеде, Хартфордшир, в июле 1900 года в возрасте 60 лет, и ему наследовал его старший сын Фредерик.

## Семья
22 июля 1863 года в Айот-Сент-Лоуренс, Хартфордшир, Англия, лорд Каван женился на Мэри Снид Олив (20 февраля 1846 — 2 августа 1905), единственной дочери преподобного Джона Олива, ректора Айот-Сент-Лоуренс, и Эллен Браун. У супругов было три сына и две дочери:
- Фельдмаршал Фредерик Рудольф Ламберт, 10-й граф Каван (16 октября 1865 — 28 августа 1946), старший сын и преемник отца.
- Леди Эллен Олив Ламберт (12 августа 1867 — 17 марта 1945), умерла незамужней.
- Леди Мод Эдит Гундреда Ламберт (17 апреля 1869 — 2 ноября 1940). В 1892 году она вышла замуж первым браком за Генри Дж. Барретта, а вторым браком за Джеффри Биркбека.
- Капитан Достопочтенный Лайонел Джон Олив Ламберт (16 июля 1873 — июнь 1940), женился в 1906 году на американке Аделаиде Дуглас Рэндольф и имел дочь, леди Эдит Фоксвелл, «Королеву лондонского общества кафе».
- Хорэс Эдвард Сэмюэл Снид Ламберт, 11-й граф Каван (25 августа 1878 — 9 декабря 1950).